# Ciclismo nos Jogos Olímpicos de Verão de 2008 - Corrida em estrada masculina

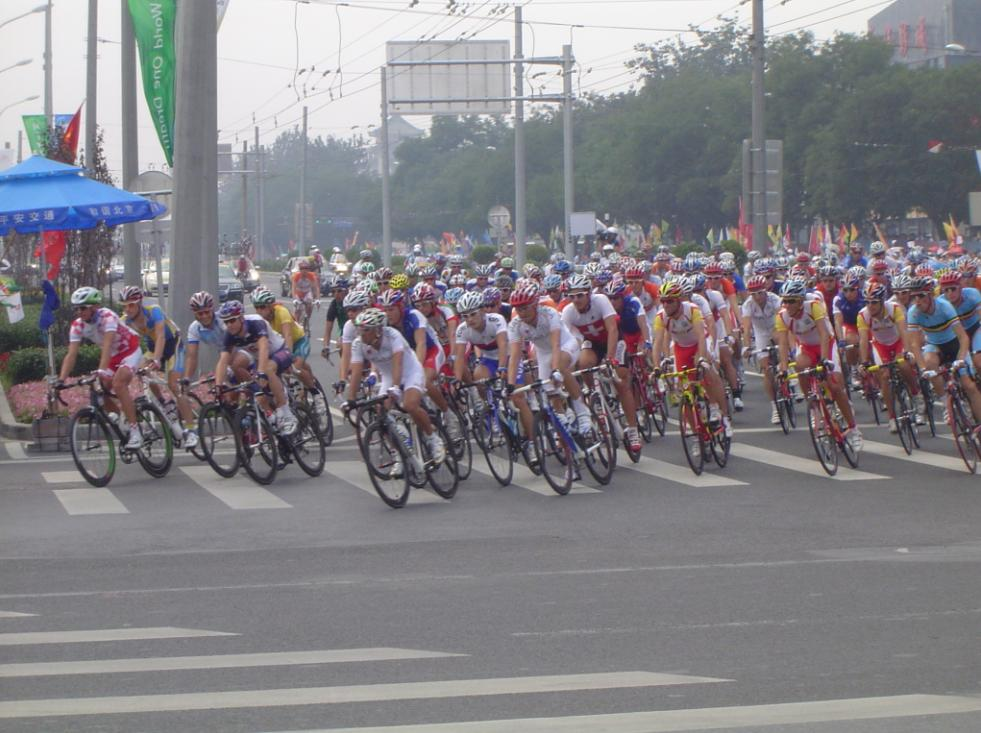
Ciclista percorrem um trecho da prova de estrada masculino.

A prova de estrada masculino do ciclismo nos Jogos Olímpicos de Verão de 2008 foi disputada em 9 de agosto de 2008. Cento e quarenta e três ciclistas percorreram uma distância de 245 km (1 percurso de 78,8 km e 7 voltas de 23,8 km), com largada no centro de Pequim e chegada próxima à Muralha da China. Cinquenta e três ciclistas não finalizaram o percurso.
Originalmente o italiano Davide Rebellin havia conquistado a medalha de prata, mas teve sua medalha cassada em 17 de novembro de 2009. O teste antidoping marcou positivo para a substância CERA, uma evolução da eritropoietina.

## Calendário
Horário de Pequim (UTC+8)
| Dia                         | Hora        |
| --------------------------- | ----------- |
| Sábado, 9 de agosto de 2008 | 11:00-17:30 |

## Medalhistas
| Ouro   | ESP Samuel Sánchez    |
| Prata  | SUI Fabian Cancellara |
| Bronze | RUS Alexandr Kolobnev |

## Classificação
| Pos. | Atleta                    | Tempo      |
| ---- | ------------------------- | ---------- |
|      | ESP Samuel Sánchez        | 6h 23′ 49″ |
|      | SUI Fabian Cancellara     | 6h 23′ 49″ |
|      | RUS Alexandr Kolobnev     | 6h 23′ 49″ |
| 4    | LUX Andy Schleck          | 6h 23′ 49″ |
| 5    | AUS Michael Rogers        | 6h 23′ 49″ |
| 6    | COL Santiago Botero       | 6h 24′ 01″ |
| 7    | BEL Mario Aerts           | 6h 24′ 01″ |
| 8    | CAN Michael Barry         | 6h 24′ 05″ |
| 9    | NED Robert Gesink         | 6h 24′ 07″ |
| 10   | USA Levi Leipheimer       | 6h 24′ 09″ |
| 11   | DEN Chris Anker Sørensen  | 6h 24′ 11″ |
| 12   | ESP Alejandro Valverde    | 6h 24′ 11″ |
| 13   | FRA Jérôme Pineau         | 6h 24′ 11″ |
| 14   | AUS Cadel Evans           | 6h 24′ 11″ |
| 15   | POL Przemysław Niemiec    | 6h 24′ 11″ |
| 16   | USA Christian Vandevelde  | 6h 24′ 19″ |
| 17   | ITA Paolo Bettini         | 6h 24′ 24″ |
| 18   | RUS Vladimir Karpets      | 6h 24′ 59″ |
| 19   | BRA Murilo Fischer        | 6h 26′ 17″ |
| 20   | GER Fabian Wegmann        | 6h 26′ 17″ |
| 21   | NAM Erik Hoffmann         | 6h 26′ 17″ |
| 22   | AUT Christian Pfannberger | 6h 26′ 17″ |
| 23   | SWE Gustav Larsson        | 6h 26′ 17″ |
| 24   | DEN Nicki Sørensen        | 6h 26′ 17″ |
| 25   | CRO Radoslav Rogina       | 6h 26′ 17″ |
| 26   | RSA John-Lee Augustyn     | 6h 26′ 17″ |
| 27   | POR Nuno Ribeiro          | 6h 26′ 17″ |
| 28   | LTU Ignatas Konovalovas   | 6h 26′ 17″ |
| 29   | VEN Jackson Rodríguez     | 6h 26′ 17″ |
| 30   | AUS Matthew Lloyd         | 6h 26′ 17″ |
| 31   | NOR Kurt Asle Arvesen     | 6h 26′ 17″ |
| 32   | BLR Kanstantsin Siutsou   | 6h 26′ 17″ |
| 33   | FRA Rémi Pauriol          | 6h 26′ 17″ |
| 34   | SLO Tadej Valjavec        | 6h 26′ 17″ |
| 35   | UKR Yaroslav Popovych     | 6h 26′ 17″ |
| 36   | AUS Simon Gerrans         | 6h 26′ 17″ |
| 37   | SWE Thomas Löfkvist       | 6h 26′ 25″ |
| 38   | AUT Thomas Rohregger      | 6h 26′ 25″ |
| 39   | USA George Hincapie       | 6h 26′ 25″ |
| 40   | COL José Serpa            | 6h 26′ 27″ |
| 41   | BEL Johan Van Summeren    | 6h 26′ 27″ |
| 42   | LUX Fränk Schleck         | 6h 26′ 27″ |
| 43   | KAZ Andrey Mizourov       | 6h 26′ 27″ |
| 44   | CZE Roman Kreuziger       | 6h 26′ 35″ |
| 45   | LUX Kim Kirchen           | 6h 26′ 40″ |
| 46   | MEX Moisés Aldape         | 6h 28′ 08″ |
| 47   | EST Rein Taaramäe         | 6h 30′ 49″ |
| 48   | ESP Carlos Sastre         | 6h 31′ 06″ |
| 49   | ITA Franco Pellizotti     | 6h 31′ 06″ |
| 50   | UZB Sergey Lagutin        | 6h 31′ 06″ |
| 51   | IRI Hossein Askari        | 6h 34′ 22″ |
| 52   | UKR Ruslan Pidgornyy      | 6h 34′ 22″ |
| 53   | NZL Julian Dean           | 6h 34′ 26″ |
| 54   | POL Jacek Morajko         | 6h 34′ 26″ |
| 55   | CAN Ryder Hesjedal        | 6h 34′ 26″ |
| 56   | CRO Matija Kvasina        | 6h 34′ 26″ |
| 57   | SWE Marcus Ljungqvist     | 6h 34′ 26″ |
| 58   | CAN Svein Tuft            | 6h 34′ 26″ |
| 59   | RUS Denis Menchov         | 6h 34′ 26″ |
| 60   | SLO Jure Golčer           | 6h 34′ 26″ |
| 61   | SVK Ján Valach            | 6h 34′ 26″ |
| 62   | ITA Marzio Bruseghin      | 6h 34′ 26″ |
| 63   | IRL Nicholas Roche        | 6h 34′ 26″ |
| 64   | NED Laurens ten Dam       | 6h 34′ 26″ |
| 65   | HUN Péter Kusztor         | 6h 35′ 44″ |
| 66   | SRB Ivan Stević           | 6h 35′ 44″ |
| 67   | LAT Gatis Smukulis        | 6h 36′ 48″ |
| 68   | EST Tanel Kangert         | 6h 36′ 48″ |
| 69   | CHI Gonzalo Garrido       | 6h 36′ 48″ |
| 70   | NOR Edvald Boasson Hagen  | 6h 36′ 48″ |
| 71   | POR André Cardoso         | 6h 39′ 42″ |
| 72   | BLR Aleksandr Kuschynski  | 6h 39′ 42″ |
| 73   | LTU Dainius Kairelis      | 6h 39′ 42″ |
| 74   | CZE Petr Benčík           | 6h 39′ 42″ |
| 75   | MDA Alexandre Pliușchin   | 6h 39′ 42″ |
| 76   | UKR Denys Kostyuk         | 6h 39′ 42″ |
| 77   | RUS Sergey Ivanov         | 6h 39′ 42″ |
| 78   | IRI Ghader Mizbani        | 6h 39′ 42″ |
| 79   | RSA David George          | 6h 39′ 42″ |
| 80   | IRL Philip Deignan        | 6h 39′ 42″ |
| 81   | NZL Glen Chadwick         | 6h 39′ 42″ |
| 82   | BLR Alexandre Usov        | 6h 49′ 59″ |
| 83   | POL Tomasz Marczyński     | 6h 49′ 59″ |
| 84   | SRB Nebojša Jovanović     | 6h 49′ 59″ |
| 85   | JPN Takashi Miyazawa      | 6h 55′ 24″ |
| 86   | TUN Rafaâ Chtioui         | 7h 03′ 04″ |
| 87   | KOR Park Sung-baek        | 7h 03′ 04″ |
| 88   | HKG Wu Kin San            | 7h 05′ 57″ |
| 89   | BRA Luciano Pagliarini    | 7h 08′ 27″ |
| DSQ  | ITA Davide Rebellin       | 6h 23′ 49″ |

## Não completaram
Cinquenta e três ciclistas não completaram a prova, listados na ordem cronológica:
| 1. USA David Zabriskie 2. RSA Robert Hunter (uma volta atrás, desclassificado) 3. ARG Alejandro Borrajo (uma volta atrás, desclassificado) 4. NED Niki Terpstra 5. ARG Matías Médici 6. BUL Daniel Petrov (uma volta atrás, desclassificado) 7. HUN László Bodrogi 8. BOL Horacio Gallardo 9. GBR Jonathan Bellis 10. LAT Raivis Belohvoščiks 11. GER Gerald Ciolek 12. LBA Ahmed Belgasem 13. CHN Zhang Liang (uma volta atrás, desclassificado) 14. ARG Juan José Haedo 15. ALG Hichem Chabane (uma volta atrás, desclassificado) 16. SVK Roman Broniš 17. SVK Matej Jurčo 18. BEL Maxime Monfort 19. GBR Steve Cummings 20. ESP Óscar Freire 21. NED Karsten Kroon 22. GBR Roger Hammond 23. USA Jason McCartney 24. RUS Vladimir Efimkin 25. UKR Andriy Hryvko 26. ESA Mario Contreras | 1. IRI Mehdi Sohrabi (uma volta atrás, desclassificado) 2. CRC Henry Raabe (uma volta atrás, desclassificado) 3. JPN Fumiyuki Beppu 4. NOR Gabriel Rasch 5. KAZ Maxim Iglinsky 6. AUS Stuart O'Grady 7. SLO Borut Božič 8. BUL Evgeniy Gerganov 9. CHI Patricio Almonacid 10. NZL Timothy Gudsell 11. BEL Jurgen Van den Broeck 12. DEN Brian Bach Vandborg 13. GER Stefan Schumacher 14. BEL Christophe Brandt 15. CRO Vladimir Miholjević 16. NOR Lars Petter Nordhaug 17. ITA Vincenzo Nibali 18. GER Bert Grabsch 19. NED Stef Clement 20. GBR Ben Swift 21. COL Rigoberto Urán 22. FRA Pierre Rolland 23. FRA Cyril Dessel 24. FRA Pierrick Fédrigo 25. GER Jens Voigt 26. SLO Simon Špilak 27. ESP Alberto Contador |